# Arizonai Efraim
Arizonai Efraim [a] (görögül: Γέροντας Ἐφραὶμ Ἀριζόνας; 1928. június 24. – 2019. december 7.) görög ortodox pap és szerzetes, athonita és archimandrita volt a Konstantinápolyi Görög Ortodox Patriarchátus alatt működő Amerika Görög Ortodox Érsekségében. Görögországban és különösen Amerikában nyújtott széleskörű spirituális útmutatásairól vált ismertté az athonita szerzetesség és az ortodox hit terjesztésével az Egyesült Államokban. Lelkek ezreit irányította, mind szerzeteseket és laikusokat, és a Jézus-ima fontosságát tanította. Szent Iosif (József) Hesychast tanítványa volt, akit a Konstantinápolyi Görög Ortodox Patriarchátus szentté avatott.

## A kezdetek, származása
1928. június 24-én született Ioannis Moraitis (Greek: Ιωάννης Μωραΐτης) néven Volosban, Görögországban. Szülei Demetrios és Victoria Moraitis voltak.
Ioannis 1947-ben érkezett az Athosz-hegyre, ahol az athonita Hesychast Szent József tanítványává vált. Amikor 1948. július 13-án szerzetessé avatták, az Efraim nevet kapta. 
Szellemi atyja, Hesychast József 1959. augusztus 15-én hunyt el, és Efraim lett a Szűz Mária Angyali üdvözlet közösség vezetője. Efraim hamarosan saját testvéri közösséget is alapított (amely 1981-ben már 80 szerzetest számlált), és 1968-ban velük együtt költözött Provatara. 1973. október 1-től 1991-ig Efraim a Philotheou kolostor apátjaként szolgált. Efraim archimandrita erőfeszítései révén az Athos-hegyen több szkétában helyreállt a szerzetesi élet, mivel tanítványai újra benépesítették Philotheou, Xeropotamou, Konstamonitou és Karakallou kolostorait.
1979-ben Efraim atya észak-amerikai városokat látogatott, és találkozott a görög diaszpóra tagjaival.
Először Kanadában járt (Toronto, Vancouver, Montréal). Később számos meghívást kapott az Egyesült Államokba. A hasonló látogatások rendszeressé váltak az Egyesült Államokban és Kanadában. Végül Efraim archimandrita – látva, hogy az ott élőknek mekkora szüksége volt rá – úgy döntött, hogy az Egyesült Államokba költözik az észak-amerikai görög ortodox közösség szellemi életének újjáélesztése érdekében.

## Efraim atya által alapított görög ortodox kolostorok az Egyesült Államokban és Kanadában

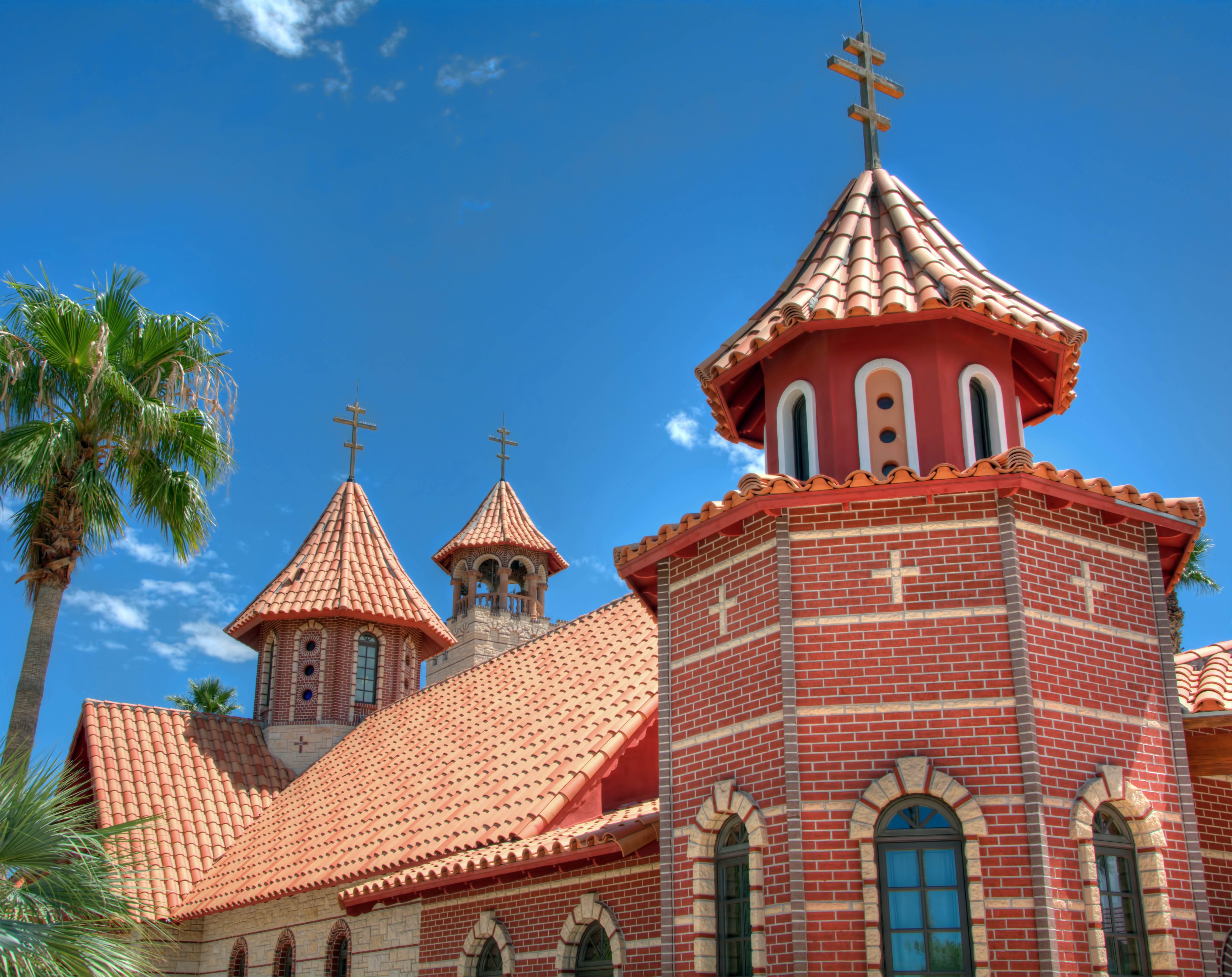
Az arizonai Efraim által alapított Szent Antal kolostor Firenzében, Arizonában, az Amerikai Egyesült Államokban

Efraim archimandrita egész életét missziós munkájának szentelte, melynek alapja a görög ortodox kolostorok megnyitása volt az Egyesült Államokban és Kanadában. Ezek hamarosan szellemi központokká váltak. Az első kolostort 1989-ben alapították (Szűz Mária születésének kolostorát Pittsburgh-ben, Pennsylvaniában). 1995-ben Efraim atya megalapította a Szent Antal görög ortodox kolostort az arizonai Sonoran-sivatagban Nagy Antal tiszteletére, ahol le is telepedett. Munkája eredményeként összesen 19 kolostor jött létre az Egyesült Államokban és Kanadában.
Az arizonai Efraim által alapított görög ortodox kolostorok Észak-Amerikában a következők:
| Date | Kolostor                                                                               | Elhelyezkedés                      | Ref.   |
| ---- | -------------------------------------------------------------------------------------- | ---------------------------------- | ------ |
| 1989 | Nativity of the Theotokos (Szűz Mária Születése) Görög Ortodox Kolostor                | Saxonburg, Pennsylvania, US        | [ 9 ]  |
| 1993 | Szent Kosmas Aitolos Görög Ortodox Kolostor                                            | Bolton, Ontario, Canada            | [ 10 ] |
| 1993 | Panagia Parigoritissa Görög Ortodox Kolostor                                           | Brownsburg-Chatham, Quebec, Canada | [ 11 ] |
| 1993 | Szent Chrysostomos János Görög Ortodox Kolostor                                        | Pleasant Prairie, Wisconsin, US    | [ 12 ] |
| 1993 | Holy Protection of the Theotokos (Szűz Mária Szent Védelme) Görög Ortodox Kolostor     | White Haven, Pennsylvania, US      | [ 13 ] |
| 1993 | Life-giving Spring of the Theotokos (Életadó Szűz Mária Forrás) Görög Ortodox Kolostor | Dunlap, California, US             |        |
| 1995 | Keresztelő Szent János Görög Ortodox Kolostor                                          | Goldendale, Washington, US         | [ 14 ] |
| 1998 | Annunciation of the Theotokos (Urunk születésének hírüladása) Görög Ortodox Kolostor   | Reddick, Florida, US               | [ 15 ] |
| 1998 | Panagia Prousiotissa Görög Ortodox Kolostor                                            | Troy, North Carolina, US           | [ 16 ] |
| 2004 | Szent Paraskevi Görög Ortodox Kolostor                                                 | Washington, Texas, US              | [ 17 ] |

| Dátum | Kolostor                                     | Elhelyezkedés                                 | Ref.   |
| ----- | -------------------------------------------- | --------------------------------------------- | ------ |
| 1995  | Szent Antal görög ortodox kolostor           | Firenze, Arizona, Egyesült Államok            | [ 18 ] |
| 1996  | Szent Arkangyalok görög ortodox kolostor     | Kendalia, Texas, Egyesült Államok             | [ 19 ] |
| 1998  | Panagia Vlahernon görög ortodox kolostor     | Williston, Florida, Egyesült Államok          | [ 20 ] |
| 1998  | Szentháromság görög ortodox kolostor         | Smiths Creek, Michigan, Egyesült Államok      |        |
| 1998  | Panagia Pammakaristos görög ortodox kolostor | Lawsonville, Észak-Karolina, Egyesült Államok |        |
| 1998  | Szent színeváltozása görög ortodox kolostor  | Harvard, Illinois, USA                        | [ 21 ] |
| 1998  | Szent Nektariosz görög ortodox kolostor      | Roscoe, New York, Egyesült Államok            | [ 22 ] |

## Halála
Efraim atya az arizonai Szent Antal-kolostorban halt meg 2019. december 7-én, 91 éves korában.

## Fordítás
Ez a szócikk részben vagy egészben  az   Ephraim of Arizona című angol Wikipédia-szócikk ezen változatának fordításán alapul.  Az eredeti cikk szerkesztőit annak laptörténete sorolja fel. Ez a jelzés csupán a megfogalmazás eredetét és a szerzői jogokat jelzi, nem szolgál a cikkben szereplő információk forrásmegjelöléseként.